# 지운영
지운영(한국 한자: 池運永, 본명: 지운경, 본명 한자: 池雲耕, 1852년 2월 29일~1935년 6월 6일)은 민본주의 군주제 조선 왕조 시대 구한말기의 관료 겸 정치인으로 활동한, 대한제국 황조 시대의 시인, 서예가, 서화가, 사진가, 불교인이다. 본은 충주(忠州)로, 한성부 종로관훈방 생이다.
본은 충주(忠州), 아호(雅號)는 설봉(雪峰)·백련(白蓮)이며, 한성부 종로관훈방에서 중인 집안의 후손으로 태어났다. 나중에 고종의 어진을 사진으로 촬영한 공헌 등으로써 면천되었다. 종두 한의 겸 국어·한글학자 지석영(池錫永)의 형이고, 독립운동가 겸 정치인 지청천(池靑天)의 7촌 숙부이며, 독립운동가 겸 정치인 지달수(池達洙)의 삼종조부(三從祖父)가 된다.
어언 27세 무렵이던 1878년경부터 시문학·서예·서화·시화 등을 즐기는 익히 한량 등으로 지내다가, 1881년에 일본으로 건너가 도쿄에서 독학으로 사진술을 학습 및 공부하는 등 나름 상당히 독파하여 깨치어 가지고 배워 와서, 1882년에 귀국하였고, 1883년 무렵 한성부에 어언 1년 동안 사진관을 개업하고 영업했다. 지운영은 사진관 개업 1주년 남짓과 동시인 1884년 3월 16일, 고종의 어진(御眞)을 촬영한 이로도 유명하다.
1884년(고종 21)의 8월에 학행(學行) 관련 등의 음서로써 천거되어, 조선의 통리군국사무아문의 부주사 등을 지냈으며, 같은 해의 9월에는 주사로 첫 승진하면서, 1886년(고종 23)까지 어언 2년 남짓 동안 통리군국사무아문의 주사 등을 거쳐, 1886년 1월 6일에 거듭 승진을 하여, 통리군국사무아문 군무관 등을 잠시 지냈고, 그 후 한달 지난 1886년 2월 7일, 박영효(朴泳孝)와 김옥균(金玉均) 등을 암살하려다 실패하여 1886년 2월 28일에 관직을 사퇴하였으며, 그의 지난날 1884년 6월 27일경에 폐업한 옛 사진관은 갑신정변 때 특이한 모습과 구조 때문에 일본인의 집으로 오인되어, 결국 1884년 12월 28일경에 한성부의 수수 군중이 파괴하였다.
그 후 1892년부터 이듬해 1893년까지 청나라의 항저우와 쑤저우를 유람하였으며, 1893년 귀국 이후 1895년 상소문(上疏文)을 올려 한때 관직에 재기를 꿈꾸었지만, 당시 한성부윤 권중현(權重顯)과 당시 외부협판 박제순(朴齊純)의 생명 관련 암살 음모 위협적인 공격으로 인하여, 일단 퇴피(退避)하므로써 1886년 관직 은퇴 이후 영영 관직에 재기를 포기한 그는, 1910년 경술국치 이후에, 1911년부터 어언 21년 동안 일제강점기 충청북도 충주 상모면 안보리의 처외숙(妻外叔, 처외삼촌)의 분갓댁의 향리로 잠시 내려가, 한동안 1912년부터 1918년까지 어언 6년 동안 일제강점기 시대 충청북도 충주 상모면 안보리 소재 《설봉사진관》의 대표 관장 등으로 개업하였으며, 1918년 설봉사진관 폐관 직후에는 또다시 충북 제천 청풍에서 휴양하던 중 당시 총독부 중추원 자작 겸 고문 이근택(李根澤)의 암살 음모 공격에 위협되어, 충북 단양 적성으로 잠시나마 퇴피(退避)하였다가, 보름여만에 충청북도 충주군 상모면 안보리 소재 처외숙(妻外叔)의 분갓동네로 무사히도 귀거하였었고, 한편으로는 서화(수묵화 그림)와 서예(붓글씨)에 전념했다. 그와 친분이 있던 윤치호(尹致昊)의 기록에 의하면, 1920년대의 그는 스스로 휴정(서산대사)의 환생이라 믿었으며, 지운영 자신의 뱃속에 "앵마구리"와 "망마구리"라는 여자귀신이 들어살고 있다고 믿었다.
그 후 모든 예술 활동에서 사실상 은퇴하고, 충북 충주 생활을 청산함과 동시에 1932년 경성부로 귀거하여, 훗날 1935년 2월 1일, 아우(지석영)가 일제강점기 경성부 종로관훈정 분가에서 병으로 인해 향년 81세로 사망한지가 넉달이 지난 1935년 6월 6일, 지운영 그도 일제강점기 경성부 가회정 20번지 자택에서 숙환으로 인해 향년 84세로 사망하였다. 지운영의 영결식은 각황사에서 거행하였다.